# Acineta hrubyana
Acineta hrubyana är en orkidéart som beskrevs av Heinrich Gustav Reichenbach. Acineta hrubyana ingår i släktet Acineta och familjen orkidéer.
Artens utbredningsområde är Colombia. Inga underarter finns listade i Catalogue of Life.